# Ona de densitat de càrrega
Una ona de densitat de càrrega (CDW) és un fluid quàntic ordenat d'electrons en un compost de cadena lineal o cristall en capes. Els electrons dins d'un CDW formen un patró d'ona estacionària i de vegades transporten col·lectivament un corrent elèctric. Els electrons d'aquest CDW, com els d'un superconductor, poden fluir a través d'un compost de cadena lineal en massa, d'una manera altament correlacionada. A diferència d'un superconductor, però, el corrent CDW elèctric sovint flueix de manera brusca, com l'aigua que degota d'una aixeta, a causa de les seves propietats electroestàtiques. En un CDW, els efectes combinats de la fixació (a causa de les impureses) i les interaccions electroestàtiques (a causa de les càrregues elèctriques netes de qualsevol torsió CDW) probablement tenen un paper crític en el comportament brusc del corrent CDW, tal com es comenta a les seccions 4 i 5 a continuació.
La majoria de CDW en cristalls metàl·lics es formen a causa de la naturalesa ondulatòria dels electrons, una manifestació de la dualitat ona-partícula mecànica quàntica, que fa que la densitat de càrrega electrònica es moduli espacialment, és a dir, per formar "bops" periòdics a la càrrega. Aquesta ona estacionària afecta cada funció d'ona electrònica i es crea combinant estats electrònics, o funcions d'ona, de moments oposats. L'efecte és una mica anàleg a l'ona estacionària en una corda de guitarra, que es pot veure com la combinació de dues ones que interfereixen i es mouen en direccions oposades (vegeu interferència (propagació de les ones)).
El CDW en càrrega electrònica va acompanyat d'una distorsió periòdica -essencialment una superreticula- de la xarxa atòmica. Els cristalls metàl·lics semblen cintes fines i brillants (p. ex., cristalls quasi-1-D NbSe3) o làmines planes brillants (p. ex., cristalls quasi-2-D, 1T-TaS2). L'existència del CDW va ser predita per primera vegada a la dècada de 1930 per Rudolf Peierls. Va argumentar que un metall 1-D seria inestable a la formació de buits d'energia als vectors d'ona de Fermi ± kF, que redueixen les energies dels estats electrònics plens a ± kF en comparació amb la seva energia de Fermi original EF. La temperatura per sota de la qual es formen aquests buits es coneix com a temperatura de transició de Peierls, TP.
Els spins electrònics es modulen espacialment per formar una ona de spin estacionària en una ona de densitat d'espín (SDW). Un SDW es pot veure com dos CDW per a les subbandes spin-up i spin-down, les modulacions de càrrega de les quals estan fora de fase de 180°.

## Model de Fröhlich de superconductivitat
El 1954, Herbert Fröhlich va proposar una teoria microscòpica, en la qual es formarien buits d'energia a ± k F per sota d'una temperatura de transició com a resultat de la interacció entre els electrons i els fonons del vector d'ona Q =2kF. La conducció a altes temperatures és metàl·lica en un conductor quasi-1-D, la superfície de Fermi del qual consta de làmines bastant planes perpendiculars a la direcció de la cadena a ± kF. Els electrons propers a la superfície de Fermi s'acoblen fortament amb els fonons d'ona de nombre Q = 2kF. Així, el mode 2kF es suavitza com a resultat de la interacció electró-fonó. La freqüència del mode fonó de 2 kF disminueix amb la disminució de la temperatura i finalment va a zero a la temperatura de transició de Peierls. Com que els fonons són bosons, aquest mode s'ocupa macroscòpicament a temperatures més baixes, i es manifesta per una distorsió estàtica de la xarxa periòdica. Al mateix temps, es forma un CDW electrònic i el buit de Peierls s'obre a ± kF. Per sota de la temperatura de transició de Peierls, un buit de Peierls complet condueix a un comportament activat tèrmicament en la conductivitat a causa dels electrons no condensats normals.

## CDW en materials en capes quasi-2-D
Diversos sistemes quasi-2-D, inclosos els dicalcogenurs de metalls de transició en capes, pateixen transicions de Peierls per formar CDW quasi-2-D. Aquests són el resultat de múltiples vectors d'ona de nidificació que acoblen diferents regions planes de la superfície de Fermi. La modulació de càrrega pot formar una xarxa de bresca amb simetria hexagonal o un patró d'escacs. Un desplaçament periòdic de gelosia concomitant acompanya el CDW i s'ha observat directament a 1T-TaS2 mitjançant microscòpia electrònica criogènica. El 2012, es van informar proves de fases CDW incipients competidores per a superconductors d'alta temperatura de cuprat en capes com ara YBCO.

## Transport CDW en compostos de cadena lineal
Els primers estudis de conductors quasi-1-D van ser motivats per una proposta, l'any 1964, que certs tipus de compostos de cadena polimèrica podien presentar superconductivitat amb una temperatura crítica alta Tc. La teoria es basava en la idea que l'aparellament d'electrons a la teoria de la superconductivitat BCS podria estar mediat per interaccions d'electrons conductors en una cadena amb electrons no conductors en algunes cadenes laterals. (Per contra, l'aparellament d'electrons està mediat per fonons, o ions vibrants, en la teoria BCS dels superconductors convencionals.) Atès que els electrons lleugers, en lloc d'ions pesats, donarien lloc a la formació de parells de Cooper, la seva freqüència característica i, per tant, l'escala d'energia i Tc es millorarien. Els materials orgànics, com el TTF-TCNQ, es van mesurar i estudiar teòricament als anys setanta. Es va trobar que aquests materials experimentaven una transició aïllant metall, en lloc de superconductor. Finalment es va establir que aquests experiments representaven les primeres observacions de la transició de Peierls.

## Models clàssics de determinació de CDW
Els compostos de cadena lineal que presenten transport CDW tenen longituds d'ona CDW λcdw = π/kF no proporcionals (és a dir, no un múltiple enter) la constant de la xarxa. En aquests materials, la fixació es deu a impureses que trenquen la simetria translacional del CDW respecte a φ. El model més senzill tracta la fixació com un potencial sinusoïdal de Gordon de la forma u(φ) = u0 [1 – cos φ], mentre que el camp elèctric inclina el potencial de fixació periòdic fins que la fase pot lliscar per sobre de la barrera per sobre del camp de fixació clàssic. Conegut com el model d'oscil·lador sobreamortit, ja que també modela la resposta CDW amortida als camps elèctrics oscil·latoris (AC), aquesta imatge explica l'escala del soroll de banda estreta amb el corrent CDW per sobre del llindar.

## Models quàntics de transport CDW
Els primers models quàntics incloïen un model de creació de parells de solitons de Maki i una proposta de John Bardeen que condensava els electrons CDW de manera coherent a través d'un petit buit de fixació, fixat a ± kF a diferència del buit de Peierls. La teoria de Maki no tenia un camp llindar agut i Bardeen només va donar una interpretació fenomenològica del camp llindar. No obstant això, un article de Krive i Rozhavsky de 1985 va assenyalar que els solitons nucleats i els antisolitons de càrrega ± q generen un camp elèctric intern E* proporcional a q/ε. L'energia electroestàtica (1/2) ε [ E ± E* ]2 impedeix el túnel de solitons per a camps aplicats E inferiors a un llindar ET = E* /2 sense violar la conservació d'energia. Tot i que aquest llindar de bloqueig de Coulomb pot ser molt més petit que el camp de fixació clàssic, mostra la mateixa escala amb la concentració d'impureses, ja que la polarització i la resposta dielèctrica del CDW varien inversament amb la força de fixació.

## Efectes d'interferència quàntica Ahanov-Bohm
La primera evidència dels fenòmens relacionats amb l'efecte Aharonov-Bohm en CDW es va informar en un article de 1997, que descrivia experiments que mostraven oscil·lacions del període h/2 e en la conductància CDW (no d'electrons normals) versus flux magnètic a través de defectes columnars en NbSe3. Experiments posteriors, inclosos alguns reportats el 2012, mostren oscil·lacions en el corrent CDW versus el flux magnètic, de període dominant h/2e, a través dels anells TaS3 fins a 85 μm de circumferència per sobre de 77 K. Aquest comportament és similar al del dispositiu d'interferència quàntica superconductor (vegeu SQUID), donant credibilitat a la idea que el transport d'electrons CDW és fonamentalment de naturalesa quàntica (vegeu mecànica quàntica).